# Irma Hartog
 (janvier 2019).
Si vous disposez d'ouvrages ou d'articles de référence ou si vous connaissez des sites web de qualité traitant du thème abordé ici, merci de compléter l'article en donnant les références utiles à sa vérifiabilité et en les liant à la section « Notes et références ».
Pour les articles homonymes, voir Hartog.
Irma Hartog, née le 21 février 1966 à Maassluis,, est une actrice néerlandaise.

## Filmographie

### Cinéma et téléfilms
- 1990 : Goede tijden, slechte tijden : Nicole Verhaar
- 1991 : Vrienden voor het leven (nl) : Linda
- 1992 : Twaalf steden dertien ongelukken (Spijkenisse) : Els
- 1992-1993 : Spijkerhoek (nl) : Saskia
- 1993 : Medisch Centrum West (nl) : Arianne Nijkerk
- 1993 : Niemand de deur uit (nl) : Edith, la journaliste
- 1993 : Oppassen!!! (nl) : La policière
- 1994-1995 : Tegen wil en dank (nl) : Barbara
- 1998 : SamSam (nl)

 : Carla
- 1999 : Blauw blauw (nl) : Carola Cremer
- 1999-2000 : Ben zo terug (nl) : Judith
- 2001-2002 : Verkeerd verbonden (nl) : Wendela
- 2002 : Spangen (nl) : Mme Hoogenboom
- 2002 : Der kleine Mönch (de) : Mareike
- 2002-2006 : Intensive Care (nl) : Patty Vermeulen
- 2005 : Lieve Lust (nl) : Fleur
- 2007 : Kinderen Geen Bezwaar (nl) : Isabelle
- 2007 : Flikken Maastricht : La courtière
- 2007 : De co-assistent (nl) : Mme Vis
- 2008-2010 : S1ngle (nl) : Anne-Marijke
- 2009 : Suzanne en de mannen (nl) : Linda
- 2010 : De Eetclub (nl) : Patricia Vogel
- 2011 : Verborgen Gebreken (nl) : Rosalie Schuit
- 2011 : Seinpost Den Haag (nl) : Le commissaire Ilse Hoogervorst
- 2013 : Feuten: Het Feestje (nl) : La secrétaire
- 2015 : Volgens Jacqueline : La procureur de la république
- 2016 : De Maatschap (nl) : La cliente
- 2016 : Nieuwe buren (nl) : Ellis Staring
- 2016 : Een ons geluk : Priscilla
- 2017 : Moordvrouw : La mère de Christie
- 2018 : Force (nl) : Mariska Krijgsman